# جوناثان موراي
جوناثان موراي (بالإنجليزية: Jonathan Murray)‏ هو منتج تلفزيوني أمريكي، ولد في 26 أكتوبر 1955 في غولفبورت في الولايات المتحدة.

## وصلات خارجية
- جوناثان موراي على موقع IMDb (الإنجليزية)
- جوناثان موراي على موقع قاعدة بيانات الفيلم (الإنجليزية)